# عذيبي (اسماعيلية)
عذيبي (بالفارسية: عذیبی) هي قرية وتقع في إيران في قسم إسماعيلية الريفي. يقدر عدد سكانها بـ 75 نسمة بحسب إحصاء 2016.